# Rezerwat przyrody Ochojec
Rezerwat przyrody „Ochojec” – rezerwat przyrody utworzony w Katowicach w celu ochrony stanowiska liczydła górskiego (Streptopus amplexifolius) – rzadkiej rośliny górskiej.

## Historia
Został powołany Zarządzeniem Ministra Leśnictwa i Przemysłu Drzewnego z dnia 26 marca 1982 roku (M.P. z 1982 r. nr 10, poz. 74) jako drugi z kolei rezerwat przyrody w granicach Katowic (po rezerwacie „Las Murckowski”) i jednocześnie jako pierwszy rezerwat florystyczny w granicach ówczesnego województwa katowickiego.

## Położenie
Rezerwat położony jest w granicach miasta Katowice, w dzielnicy Piotrowice-Ochojec, w kompleksie tzw. Lasów Murckowskich. Zajmuje 25,79 ha powierzchni (akt powołujący podawał 26,77 ha). Obejmuje część oddziałów 41, 52 i 53 leśnictwa Ochojec (Nadleśnictwo Katowice) oraz większość działki ewidencyjnej nr 120. Nadzór nad rezerwatem sprawuje Regionalny Konserwator Przyrody w Katowicach. Teren rezerwatu położony jest na wysokości 286–300 m n.p.m.

## Geologia
Obszar rezerwatu leży w mezoregionie Wyżyny Katowickiej, w zachodniej części Płaskowyżu Katowickiego, w obrębie Rowu Kłodnicy i doliny Ślepiotki. Podłoże geologiczne budują górnokarbońskie iłołupki, łupki, piaskowce oraz płytko zalegające węgle warstw orzeskich. Na utworach tych zalega cienka pokrywa osadów czwartorzędowych, złożona z plejstoceńskich piasków i glin wodnolodowcowych i morenowych oraz holoceńskich nanosów aluwialnych w dolinie Ślepiotki. Dominują tu gleby bielicowe właściwe, średnio lub słabo zbielicowane, kwaśne lub silnie kwaśne. Tylko w dolinie Ślepiotki wykształcił się kompleks żyźniejszych i wilgotniejszych gleb mułowych, torfowych i murszowych.

## Roślinność rezerwatu

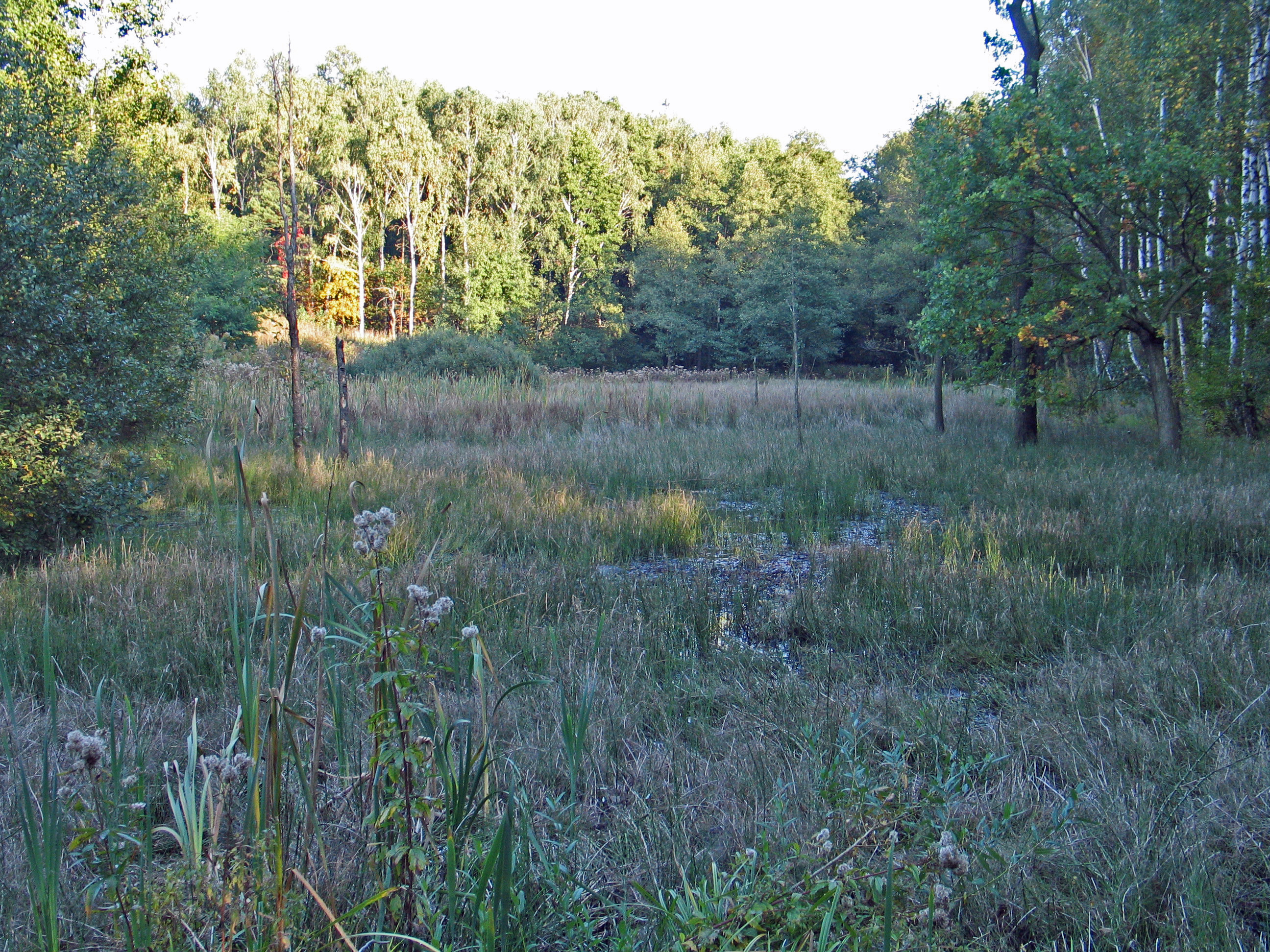
Rozlewisko Ślepiotki na granicy rezerwatu (2007)

W rezerwacie zidentyfikowano 6 zbiorowisk leśnych i 5 nieleśnych. Dominują zbiorowiska leśne, w których wiek drzew osiąga 100-120 lat. Największe powierzchnie zajmują kontynentalny bór mieszany (Querco roboris-Pinetum) z dębem szypułkowym i sosną pospolitą, łęg jesionowo-olszowy (Fraxino-Alnetum) z olszą czarną oraz bagienny bór trzcinnikowy (Calamagrostio villosae-Pinetum) z sosną pospolitą i świerkiem pospolitym. W dolinie Ślepiotki znajdziemy typowo rozwinięte płaty szuwaru skrzypowego (Equisetetum limosi), szuwaru szerokopałkowego (Typhetum latifoliae) i szuwar sitowia leśnego (Scirpetum sylvatici). W miejscach wilgotnych występują także płaty roślinności o nieustabilizowanym składzie gatunkowym, co związane jest z częstymi zmianami lokalnych stosunków wodnych.
W rezerwacie stwierdzono występowanie ponad 230 gatunków roślin naczyniowych, w tym 4 gatunki objęte ochroną prawną (ciemiężyca zielona, kalina koralowa, konwalia majowa, kruszyna pospolita), 14 gatunków górskich i 4 gatunki rzadkie w skali lokalnej (bobrek trójlistkowy, kokoryczka okółkowa, siedmiopalecznik błotny i tojeść bukietowa). Ilościowo dominują gatunki leśno-zaroślowe (49%), łąkowe (21%) oraz wodne i nadwodne (17%). Mniejszy jest udział gatunków ruderalnych i segetalnych (10%) oraz torfowiskowych (3%).
Mimo położenia w granicach administracyjnych stolicy województwa śląskiego, stanowi obszar cenny ze względów przyrodniczych. Jest jednym z nielicznych w Polsce stanowisk liczydła górskiego położonych poza górami, głównie ze względu na tę roślinę obszar rezerwatu został objęty ochroną.
Liczydło górskie najliczniej rośnie w ponadstuletnim drzewostanie olchowym w oddziale 41. W roku 1993 stwierdzono tam ponad 50 osobników kwitnących i zawiązujących owoce. Gatunek ten zidentyfikowano wówczas także na 6 kolejnych, rozproszonych stanowiskach, na których kwitło łącznie ok. 15 osobników. Populacja ta wykazuje tendencję wzrostową (ponad 500 roślin, stan na 2003 rok). Obecnie jest to najliczniejsze poza obszarami górskimi nagromadzenie tego gatunku w Europie.
W 2009 roku na terenie rezerwatu po raz pierwszy w Polsce opisano występowanie grzyba Daldinia decipiens.

## Fauna
Fauna rezerwatu nie jest dostatecznie poznana. W 1997 roku zaobserwowano tu 61 gatunków kręgowców, w tym 16 gatunków ssaków, 35 gatunków ptaków, 3 gatunki gadów i 7 gatunków płazów. Bezkręgowce reprezentowane są przez 9 gatunków mięczaków, 4 gatunki pajęczaków i ponad 150 gatunków owadów. Z płazów występują tu m.in. traszka zwyczajna, ropucha szara, ropucha zielona i rzekotka drzewna. Gady reprezentują m.in. jaszczurki: zwinka i żyworodna. Stosunkowo bogatą ornitofaunę reprezentują m.in. sierpówka, dzięcioł duży, kwiczoł strzyżyk, rudzik, mysikrólik, trznadel, a także kruk i bażant. Wśród ssaków występują głównie mniejsze gatunki, jak ryjówka aksamitna, kret, jeż, łasica, ale spotykane są również dziki, sarny i daniele.

## Zagrożenia
W 2001 roku ujawniono, że władze Katowic planowały wybudować na terenie rezerwatu dwupasmową drogę, łączącą centrum miasta z południowymi dzielnicami: Podlesiem i Kostuchną. Droga miała odciążyć inne arterie miasta wiodące na południe. Jej budowa oznaczałaby zagładę najcenniejszych w rezerwacie stanowisk liczydła górskiego. Przeciwko projektowi protestowali mieszkańcy okolicy, organizacje ekologiczne, m.in. Pracownia na rzecz Wszystkich Istot oraz Stowarzyszenie Mieszkańców „Polana”.
Rezerwat nie posiada planu ochrony; na mocy ustanowionych w czerwcu 2014 roku na okres 5 lat zadań ochronnych jego obszar objęto ochroną czynną.

## Turystyka
Południową granicą rezerwatu przebiega szlak turystyczny PTTK koloru czarnego –  Szlak Ochojski.